# Leiguarda
Leiguarda (asturisch Lleiguarda) ist eine Parroquia und ein Ort in der Gemeinde Belmonte de Miranda der Autonomen Region Asturien im Norden Spaniens.
Die 148 Einwohner (2011) leben auf einer Fläche von 14,15 km². Belmonte, der Verwaltungssitz der Gemeinde, ist über die „AS-227“ in 10,20 km zu erreichen.
Die Region um Leiguarda war bereits zu Zeiten der Römer erschlossen, was die Überreste einer Festung sowie Goldminen aus der Römerzeit rund um Antoñana belegen.

## Dörfer und Weiler
| Name spanisch | asturisch | Einwohner 2011 | Koordinaten                 | Bemerkung             |
| ------------- | --------- | -------------- | --------------------------- | --------------------- |
| Antoñana      | Antuñana  | 26             |                             |                       |
| Bello         | Beyu      | 17             | 43° 19′ 20″ N, 6° 13′ 54″ W |                       |
| Las Lleras    |           | (4)            |                             | Teilort von Selviella |
| Leiguarda     |           | 23             | 43° 19′ 45″ N, 6° 13′ 25″ W |                       |
| Menes         |           | 13             | 43° 20′ 12″ N, 6° 12′ 48″ W |                       |
| Modreros      | Modreiros | 8              | 43° 17′ 58″ N, 6° 14′ 12″ W |                       |
| Pando         | Pandu     | 11             |                             |                       |
| Selviella     | Silviella | 50             | 43° 19′ 20″ N, 6° 13′ 14″ W |                       |
| La Viña       |           | 0              |                             |                       |

## Sehenswürdigkeiten
- Pfarrkirche San Martín de Leiguarda
- Reste eines römischen Militärlagers und Goldminen nahe Antoñana